# Клетва (кратки документарни филм)
„Клетва ” је кратки документарни филм из 1972. године. Режирали су га Динко Давидов и Борислав Гвојић а сценарио је написао Динко Давидов